# SAS Épinal
Stade Athlétique Spinalien Épinal is een Franse voetbalclub uit Épinal.
De club ontstond in 1941 na de fusie van Stade Saint Michel (opgericht in 1918) en L'Athletique Club Spinalien (opgericht in 1928). 
SAS Épinal speelde tussen 1974 en 1979, 1990 en 1993 en tussen 1995 en 1997 in de Ligue 2. Door het faillissement van Grenoble Foot 38 promoveerde de club in 2011 ondanks een tweede plaats naar de Championnat National. Op 6 januari 2013 schakelden ze Olympique Lyon uit in de beker na strafschoppen. Later dat jaar degradeerde de club. In 2014 promoveerde de club terug naar de Championnat National. In 2015 eindigde Épinal op een degradatieplaats, maar werd uiteindelijk gespaard van degradatie nadat AC Arles-Avignon in financiële problemen kwam. Ook in 2016 werd de club van degradatie gered door de financiële problemen bij Évian Thonon Gaillard FC. In 2017 degradeerde de club dan toch. 

## Erelijst
- Championnat National

1995